# 249
249 (CCXLIX) var ett normalår som började en måndag i den julianska kalendern.

## Händelser

### Oktober
- Oktober – Decius, som har utropats till kejsare av armén i Moesia, besegrar och dödar Filip Araben vid Verona och blir därmed officiellt kejsare.

### Okänt datum
- Decius inleder omfattandet förföljelse av kristna och andra som vägrar delta i dyrkandet av kejsaren.
- I Alexandria plundras kristna hem av befolkningen.
- Sima Yi har nu full kontroll över kungariket Wei och påbörjar grundandet av kungariket Jin, vilket blir Jindynastin.

## Födda
- Sima Lun, usurpator mot den kinesiska Jindynastin (möjligen född detta år)

## Avlidna
- Oktober
  - Filip Araben, romersk kejsare sedan 244 (stupad eller dödad)
  - Filip II, romersk medkejsare sedan 247 (mördad)
- Apollonia, tandläkarnas skyddshelgon (död omkring detta år)
- Wang Pi, kinesisk filosof